# Юнити (град, Орегон)
Юнити (на английски: Unity) е град в окръг Бейкър, щата Орегон, САЩ. Юнити е с население от 131 жители (2000) и обща площ от 1,2 km². Намира се на 1231,4 m надморска височина. ЗИП кодът му е 97884, а телефонният му код е 541.